# Jan Stanisławski (anglista)
Jan Stanisławski (ur. 8 kwietnia?/20 kwietnia 1893 w Tomsku, zm. 4 sierpnia 1973 w Krakowie) – polski filolog angielski, nauczyciel akademicki, leksykograf, autor Wielkiego słownika angielsko-polskiego i Wielkiego słownika polsko-angielskiego (1964–1969).

## Życiorys
Urodził się na Syberii, w stolicy guberni tomskiej. Dzięki staraniom matki trafił do rodziny we Francji, gdzie w 1900 rozpoczął naukę. Kontynuował ją w Wielkiej Brytanii do 1910, po czym powrócił do Francji i podjął pracę jako urzędnik w banku, rozpoczynając jednocześnie studia humanistyczne na Sorbonie. Studiów tych nie ukończył. W 1914 został zmobilizowany do armii rosyjskiej i służył w niej w stopniu szeregowca co najmniej do wybuchu rewolucji lutowej 1917. Pod koniec 1919 powrócił do Polski i wstąpił do Wojska Polskiego. W 1921 ukończył Szkołę Podchorążych w Bydgoszczy i został mianowany podporucznikiem w 83 Pułku Piechoty, wkrótce jednak zrezygnował z zawodowej służby wojskowej i przeszedł do rezerwy. Zamieszkał początkowo u krewnych w Krakowie. Na krótko podjął pracę w Banku Związku Spółek Zarobkowych. Gdy zaczęła działać polska organizacja YMCA objął w niej w 1924 funkcję wicedyrektora ogniska w Krakowie; odszedł w 1928, kiedy został mianowany lektorem języka angielskiego na Uniwersytecie Jagiellońskim. Prowadził też na UJ ćwiczenia proseminaryjne dla anglistów, prowadził też kurs języka angielskiego nadawany przez krakowską rozgłośnię Polskiego Radia. Około 1928 opracował podręcznik języka angielskiego dla początkujących First steps in English. Do książki po kilkunastu latach ilustracje przygotowała Wisława Szymborska. W latach 1929–1939 wykładał język i handlową korespondencję angielską w Wyższym Studium Handlowym w Krakowie. Brał udział w kampanii wrześniowej w szeregach 20 Pułku Piechoty i dostał się pod Zamościem do niewoli niemieckiej. Udało mu się jednak zbiec z transportu kolejowego i wrócić do Krakowa. Został aresztowany w budynku UJ 6 listopada 1939 przez hitlerowców podczas tzw. Sonderaktion Krakau, potem więziony w Sachsenhausen. Zwolniony 8 lutego 1940 wrócił do Krakowa, gdzie utrzymywał się z lekcji języków obcych. Brał udział w tajnym nauczaniu studentów Akademii Handlowej. Należał do Tajnej Organizacji Nauczycielskiej. Od 1942 r. pracował w Niemieckiej Szkole Administracyjnej nauczając języka angielskiego, do pracy zmuszono go groźbą represji ze strony władz okupacyjnych. W latach 1943–1944 prowadził ćwiczenia i wykłady z gramatyki opisowej oraz fonetyki dla kilkunastu studentów anglistyki tajnego UJ. Po wojnie, w 1945, objął z powrotem stanowisko lektora języka angielskiego na UJ, ucząc jednocześnie w Akademii Handlowej do 1950 i na Akademii Medycznej. We wrześniu 1958 przeszedł na emeryturę.
W latach powojennych opracował Wielki Słownik Angielsko-Polski (1964) i Wielki Słownik Polsko-Angielski (1969), które przez kilka dekad były najbardziej obszernymi i wznawianymi słownikami języka angielskiego dostępnymi w Polsce. Za wydanie słownika został uhonorowany odznaką Zasłużonego Działacza Kultury.
Został pochowany na Cmentarzu Rakowickim w Krakowie (cmentarzu wojskowym przy ul. Prandoty) (kw. LXXXVI-4-48).

## Życie prywatne
Jan Stanisławski był synem inżyniera górnika Artura Stanisławskiego, powstańca styczniowego, i jego żony Emilii z Bujardów.
W 1922 stał się mężem Marii Pisło, mieli jedną córkę Małgorzatę, anglistkę i polonistkę, pomagającą mu w pracy przy wydawnictwach słownikowych.

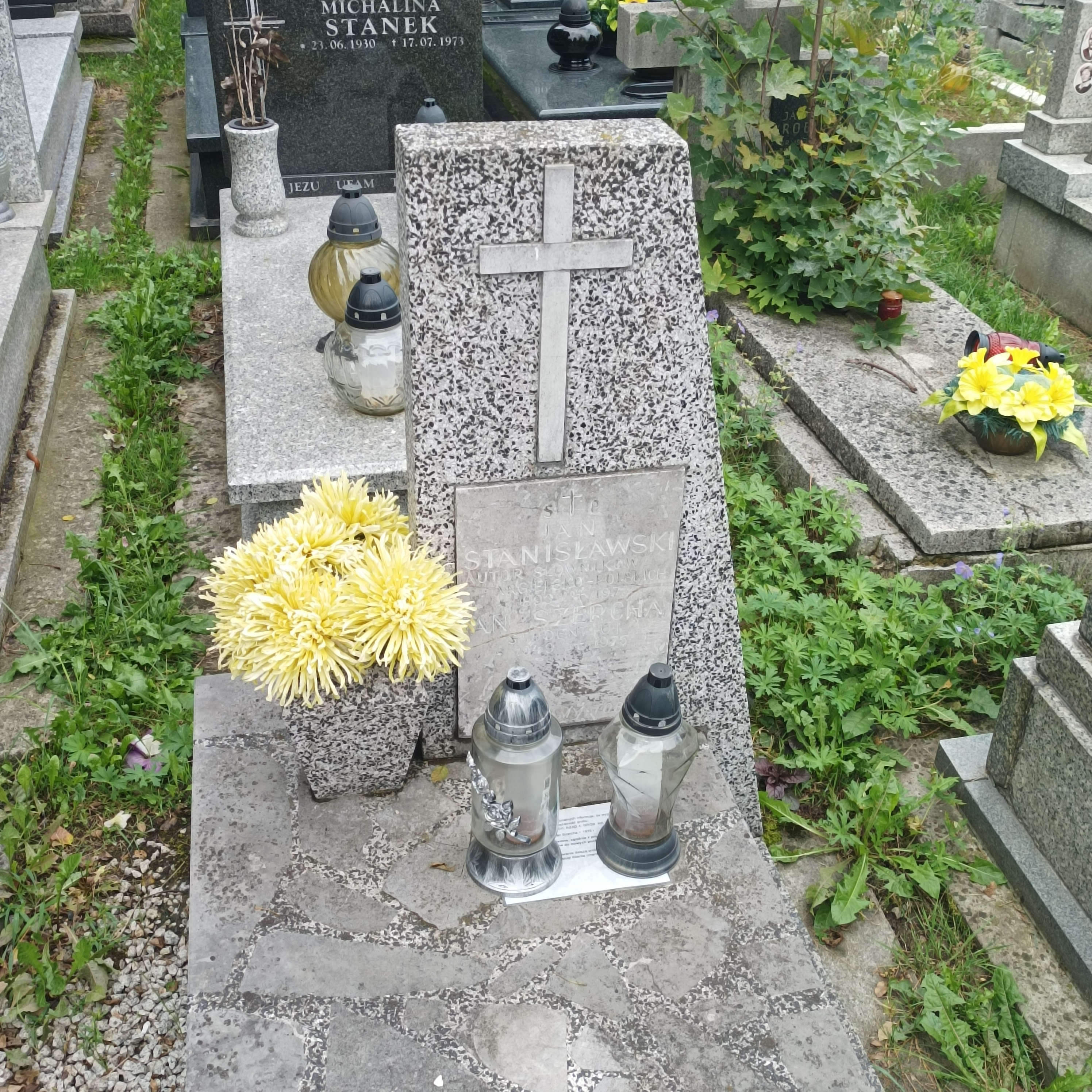
Grób prof. Jana Stanisławskiego na cmentarzu wojskowym przy ul. Prandoty w Krakowie